# Lacroix (Moselle)
Pour les articles homonymes, voir Lacroix.
Lacroix est une ancienne commune française du département de la Moselle. Elle a été rattachée en 1809 à celle de Saint-François, qui a été renommée Saint-François-Lacroix en 1932.

## Toponymie
- Anciennes mentions : La Croix (1594)[2], Lacroix (1793)[3], La Croix (1801)[3]. En francique lorrain : Kreiz[4].
- Durant le XIXe siècle, Lacroix était également connu au niveau postal sous l'alias de Kreutz[5].

## Histoire
Lacroix dépendait de la prévôté de Sierck sous la coutume de Lorraine. Sur le plan religieux, cette localité était une annexe de la paroisse de Laumesfeld.

## Démographie
| 1793 | 1800 | 1806 |
| ---- | ---- | ---- |
| abs. | 158  | 189  |

## Édifice religieux
- Chapelle de la Croix (XIXe siècle).